# Brachmia dimidiella
Brachmia dimidiella је врста ноћног лептира (мољца) из породице Gelechiidae.

## Распрострањење
Врста се налази у већем делу Европе (осим Ирске, Велике Британије, Португала, Хрватске и Грчке), источно до Јапана.
У Србији се среће од низијских подручја до висина до 1500 метара надморске висине.

## Опис
Врста је малих димензија, распон крила износи 10-11 мм. Лети у јуну, јулу и августу. Гусенице се хране травом.

## Синоними
- Tinea dimidiella Denis & Schiffermüller, 1775
- Gelechia costiguttella Lienig & Zeller, 1846
- Brachmia kneri Nowicki, 1865